# 觀塘官立中學
觀塘官立中學（英語：Kwun Tong Government Secondary School，簡稱KTGSS、觀中、觀塘官中、觀官）是香港一所位於九龍觀塘區茶寮坳的官立英文中學，由港英政府於1982年創辦，與觀塘功樂官立中學不同，此校創校時為文法學校。另一所文法官中 — 屯門官立中學於同期創校。觀塘官立中學有社制，四社名字由來於校訓 — 誠 Sing、信 Shun、勤 Kan、謙 Him。

## 學校象徵及歷任校長

### 抱負
- 發展全人教育，拓展個人潛能
To promote holistic education and develop each individual’s potential

### 學校使命
- 提供全面優質教育，使學生在德、智、體、群、美、情操及文化各方面得到最佳發展。積極提倡自學精神，致力推行校訓中「誠信待人，勤謙自處」的美德。作育英才，為社會燃點亮光。
Providing students with quality holistic education so that they can best realize their potential in moral, intellectual, physical, social and aesthetic areas, as well as nurturing their emotional and cultural developments. We promote independent learning, putting emphasis on the virtues of honesty, faith, diligence and modesty. We are committed to the mission of ensuring excellence for the advancement of society.

### 校訓
- 誠信勤謙
Honesty, Faith, Diligence and Modesty

### 座右銘
- 盡本分，盡我能
Try my best, Reach my crest

### 校歌
校歌採用奧地利古典音樂家海頓(Haydn)的曲調，亦是德國國歌的曲譜，曲調莊嚴富情調，又不失朝氣勃勃，振奮人心。中文歌詞由同學集體創作，再由葉馮塘妹老師修飾。至於英文歌詞，是由創校校長杜鄺蕙賢女士翻譯中文歌詞得來。在2023學年前，學校一直使用校歌的英文版本。在2023學年，學校統一使用雙語版本，先唱英文後唱中文廢。

### 歷任校長
- 杜鄺蕙賢 女士（創校校長）
任職年份：1982—1995
- 楊林瑞馨 女士（第二任校長）
任職年份：1995—2000
- 陳陳平權 女士（第三任校長）
任職年份：2000—2005
- 蘇志強 先生（第四任校長）
任職年份：2005—2013
- 廖綵煥 先生（第五任校長）
任職年份：2013—2018
- 葉麗紅 女士（現任校長）
任職年份：2018—

## 班級結構、升留班政策及成績計算

### 班級結構
每年共編出四至五班：
- 中一至中三（初中級）成績優異的（考試成績排名前36名）會被編入A班、其後成績較好（考試成績排名前72名）的會被編入D班，其餘平均編入B、C班，每班人數約26-36人。
- 中四至中六（高中級）會根據中三級編班規則及考試成績排名編入，中四級其後不會再次編班。

### 升留班政策
- 出席率：全校學生全年的出席率必須達85%。
- 成績：

| 年級 | 要求                                                                                                   |
| ---- | --- |
| 初中 | - 全年成績平均分及格 - 中文、英文及數學及格                                                            |
| 高中 | - 全年成績平均分及格 - 中文、英文、數學及公⺠科及格 - 及格科目不少於 5 科(以等級 A - E 表示的科目除外) |

### 全年及學期成績計算方法
上學期成績佔全學年成績三分之一，下學期成績佔全學年成績三分之二。
學期分數由總結性評估(統測及考試)及持續性評估(如功課、默書、小測成績等)合計而成。
- 持續性評估 — 15%
- 統測 — 15%
- 考試 — 70%。

## 科目
開設科目方面，觀塘官立中學在初中（中一至中三）開設以中文為教學語言的科目，包括班主任課、中國語文、中國歷史、普通話、閱讀課等；而以英文為教學語言的科目包括英國語文、數學、科學、地理、歷史、生活與社會、普通電腦、音樂、科技與生活、STEM教育、體育、視覺藝術、商業管理。
在高中（中四至中六）開設以中文為教學語言的科目包括班主任課、中國語文、中國歷史、中國文學、校本活動課程(中國語文)、公民與社會發展科(中四、中五)等；
而以英文為教學語言的科目包括英國語文、跨課程閱讀、校本英語活動課程、數學、物理、化學、生物、地理、歷史、經濟、企業、會計與財務概論、資訊及通訊科技、數學延伸部份-單元一、數學延伸部份-單元二、體育、視覺藝術。
本校並會按班別/組別，來制訂教學語言/校本課程

## 學校設施及師資

### 設施
學校佔地約4000平方米，設施包括全校共設25間課室，15間特別室，包括電腦輔助學習室、陶瓷室、創客活動室、及媒體製作室等。另外，本校更設有4間實驗室、1個圖書館、1個會客室、1間學生活動室、1個禮堂及2個籃球場。

### 師資
在師資方面，觀塘官立中學全校教師總人數為55人，其中100%擁有教育文憑、98%擁有學士資格、61%是碩士、博士或以上學歷、25%具有特殊教育培訓資歷；年資方面，4%老師年資在4年或以下、9%年資5年至9年、87%老師擁有10年或以上年資。（2022-2023學年）

## 學校出版刊物
以下刊物可以在學校官網中查看
- SPRING 源流
學校校刊。由高中級的同學設計並撰寫，並由中文及英文科老師協助設計，每年推出 1—2 次。
- 家長通訊
學校校刊，主要撰寫學校及家教會活動，每年大約推出 1 次。
- 觀中文賞
收錄學校徵文比賽或作文佳作
- 尚·文化
- 優秀作品集
收錄學校年度主題徵文比賽、創作比賽及設計比賽優勝者的作品

## 學生會
宗旨及職責
1. 本民主自治精神，團結各同學。
2. 加強校方和同學之間的聯繫。
3. 聯繫各學會以協助籌劃及舉辦課外活動。
4. 培養同學對學校之歸屬感。
5. 為同學謀求福利。
6. 代表學校同學與友校學生會交流。
歷屆學生會幹事會
| 年屆      | 候選內閣                                                                            | 幹事會  |
| --------- | ----------------------------------------------------------------------------------- | ------- |
| 2024-2025 | Pharos、Ev. After                                                                   | Pharos  |
| 2023-24   | Orizuru、Aslan                                                                      | Aslan   |
| 2022-23   | Artemis                                                                             | Artemis |
| 2021-22   | Eureka、Miss U                                                                      | Miss U  |
| 2020-21   | Sirius                                                                              | Sirius  |
| 2019-20   | Endeavour、Paladin、Altaïr                                                          | Paladin |
| 2018-19   | Falcon、EOS                                                                         | Falcon  |
| 2017-18   | Legend(第一輪退選)、Puzzle(第一輪)、Triangle(第二輪)、Avalon(第二輪)、Ultra(第二輪) | Ultra   |
| 2016-17   | Zenith、Epic                                                                        | Epic    |
| 2015-16   | 4ward、直閣、APPS                                                                   | 4ward   |
| 2014-15   | Alpha、Unicorn、Nova                                                                | Unicorn |
| 2013-14   | Sparkle(第一輪)、AsYou(第二輪)                                                      | AsYou   |
| 2012-13   | Sirius、UNO                                                                         | Sirius  |
| 2011-12   | 釘橋、TRIO                                                                          | 釘橋    |
| 2010-11   | JUST、AQUA、SMILE、SUN                                                              | JUST    |
| 2009-10   | NEXUS                                                                               | NEXUS   |
| 2008-09   | Halook                                                                              | Halook  |
| 2007-08   | UNIque                                                                              | UNIque  |
| 2006-07   | 醒閣                                                                                | 醒閣    |
| 2005-06   | NIRVANA                                                                             | NIRVANA |
| 2004-05   | EXIT                                                                                | EXIT    |
| 2003-04   | EVO、Bona Fidez、Utopia                                                             | EVO     |
| 2002-03   | NOVA、Pioneer                                                                       | NOVA    |
| 2001-02   | Beat                                                                                | Beat    |
| 2000-01   | Octopus、Phoenix                                                                    | Phoenix |
| 1999-00   | Phoenix                                                                             | Phoenix |
| 1998-99   | Galaxy、Zenith                                                                      | Galaxy  |
| 1997-98   | Minimax、Sense                                                                      | Sense   |

## 校友
- 廖麒鏘︰香港電台唱片騎師，Yes!雜誌影評人，三周刊雜誌影評人，香港青年協會網上電台UChannel創辦人兼前台長[1]
- 魏華星︰香港社會創投基金的創辦人，參與項目包括《鑽的》、Green Monday、《光房》等。首位完成北極馬拉松的港人[2]
- 張亮：香港賽馬會慈善及社區事務執行總監[2]（1990年畢業）[3]
- 麥雅端︰品牌Chocolate Rain創辦人[4]
- 林普斯︰有線新聞體育記者[5]
- 蘇銘恆︰now財經台高級記者[5]
- 李廣冀︰中醫師及作家[5]
- 馮家強︰前香港中文大學學生會會長，香港教育專業人員協會總幹事[6]
- 黃潤達：前街工成員、區議員[7]
- 李日朗（李家俊）︰香港歌手、演員及主持（1999年中五）

## 外部連結
- 觀塘官立中學校網（页面存档备份，存于）
- Sirius (12-13) Facebook page
- Just Facebook page

22°19′59″N 114°13′34″E / 22.3331246°N 114.2261354°E